# Mörttjärnen (Arvidsjaurs socken, Lappland, 725701-167668)
Mörttjärnen är en sjö i Arvidsjaurs kommun i Lappland och ingår i Byskeälvens huvudavrinningsområde.